# PGK Groupe
PGK Groupe — 4PL провайдер, група логістичних компаній, заснована 2004 року Віталієм Яницьким. До групи входило 5 компаній, які спеціалізувалися на транспортних та складських логістичних послугах на ринках В2В та В2С. 2015 року компанію придбано Meest Group.

## Історія розвитку

### Кур'єр / Star Express
У 2004 році керівним партнером транспортної компанії «Укрексімтранс» Владиславом Семенченко та Віталієм Яницьким засновано компанію «Поштово-вантажний кур'єр». Семенченко фінансував запуск компанії і мав 70 % в бізнесі. Яницький був керуючим партнером з часткою 30 %. Компанія працювала у В2В-сегменті і здійснювала доставку непродовольчих товарів для дистриб'юторів, оптових компаній, ритейлерів.
Спочатку в компанії не було власного транспорту, а доставка вантажів здійснювалася за допомогою інфраструктури конкурентів. «Поштово-вантажний кур'єр» виступав офісом продажів і сервісним центром для клієнтів. На відміну від конкурентів, на той час у компанії був налаштований кол-центр, акаунт-менеджмент і клієнтський сервіс. Перший операційний плюс компанія отримала в 2007 році.
Згодом компанія відкрила 50 філій по Україні і обслуговувала близько 3000 клієнтів. У 2008 році компанію було перейменовано на «Кур'єр», у 2014 році відбувся ребрендинг, нова назва компанії Star Express.

### Postman

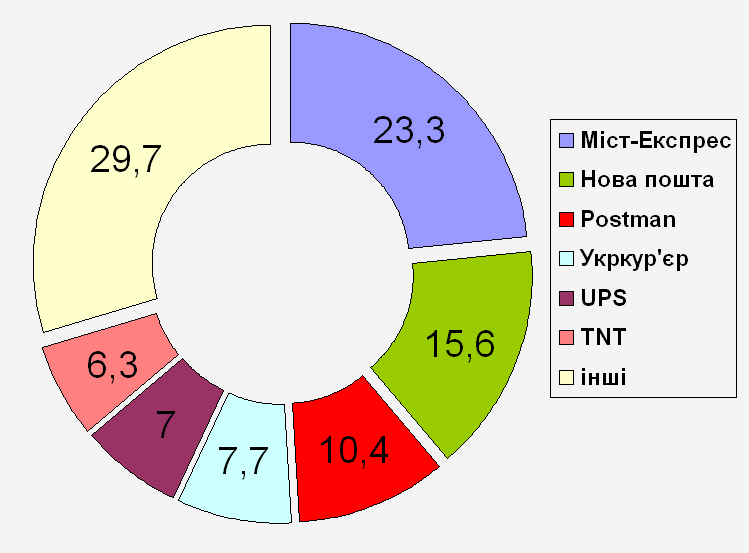
Ринкова частка Postman серед українських компаній в сегменті двері-двері 2013 (за даними дослідження ринку логістики УАДМ

Наступним кроком стало створення у 2008 році компанії Postman, яка спеціалізувалася на доставці кінцевому споживачу (ринок доставки В2С), у чому були зацікавлені інтернет-магазини та компаній прямих продажів (MLM). Сервіс передбачав видачу товарів покупцям вдома, з приміркою, поверненням товару, що не підійшов покупцю, що сприяло збільшенню продаж інтернет-магазинів.
У 2012—2013 роках за даними Української асоціація директ-маркетингу (УАДМ) компанія Postman була одним з лідерів доставки для онлайн-ритейлу. Того ж року команда почала співпрацювати із мережею поштоматів PickPoint та InPost, щоб розширити мережу видачі посилок. Згодом для компанії InPost, Label Groupe розробила сайт та фінансовий процесинг для ринка України спільно з банком Національний кредит. У 2009—2013 роках компанія придбала власний флот з 300 автомобілів «Фольксваген».

Виставка E-com EXPO 2013, Стенди компаній Postman, NRG, Точка

Компанія Postman запровадила такі послуги як демонстрація товару при отриманні, узгодження часу доставки з клієнтом, часткове повернення інтернет-замовлення і часткова оплата, єдину ціну на вартість доставки замовлення (2008 рік); доставка протягом двох годин і доставка наступного дня з Києва до 23 500 населених пунктів України. 2011 року спільно з ПриватБанком започатковано послугу оплати банківською карткою при отриманні замовлення. 2013 року  —придбання в кредит товару при доставці.
Компанія «Перша вантажна» була створена у 2009 році та налічувала 10 автопоїздів. Компанія виконувала автоперевезення B2B та надавала комплекс логістичних послуг.
Postman Europe — поштовий оператор з реєстрацією в Польщі (Варшава) з'являється у 2013 році. Метою проекту стає створення транспортного коридору між Україною і країнами Європейського Союзу та США. Компанія здобуває поштову ліцензію в Польщі та починає розмитнення вантажу, що значно полегшує та прискорює роботу.

### «Точка»
У 2009 році Віталій Яницький познайомився з засновником інтернет-магазину «Rozetka» Владиславом Чечоткіним,  після чого започатковано компанію «Точка» із новою моделлю обслуговування клієнтів — резервування товару online і видача в пункті обслуговування. «Точка» стала ексклюзивним партнером компанії «Rozetka» до 2013 року включно.
Спочатку компанія налічувала 5 представництв у містах мільйонниках (Одеса, Львів, Донецьк, Дніпропетровськ, Харків), а потім розширилася до 28 представництв. «Точка» — стала першою спеціалізованою мережею сервісних точок В2С сегменту, а згодом С2С. До 2014 року компанія «Точка» обробляла 75 000 замовлень щомісяця. Наприкінці 2013 року «Rozetka» припинила бути ексклюзивним партнером «Точки» і почала створювати подібні відділення всередині компанії самотужки. Це відкрило шлях іншим клієнтам — інтернет-магазинам у мережу «Точка».

### NRG
У 2011 році засновано компанія NRG — спеціалізований сервіс fulfillment для В2С сегменту онлайн ритейлу.
Компанія працювала за принципом єдиного вікна — від імпорту товару та розміщення його на складі та fulfillment, відправка через всі служби доставки, прийом повернення та робота з накладним платежем. NRG першою з українських компаній запровадила такі послуги: логістичний Hub, кур'єрський агрегатор, спеціалізований сервіс фулфілмента для клієнтів онлайн-ритейлу.

## Об'єднання із Міст-Експрес
PGK Groupe працювала на ринку логістичних послуг більше 10 років. Війна на Сході України та анексія Криму призводять до критичних падінь основних показників економічної активності в Україні (зокрема й об'ємів перевезень) і  2015 року відбувається злиття логістичних груп «PGK Groupe» («Точка», Postman, Star Express) та Meest Group.